# Jan Massys

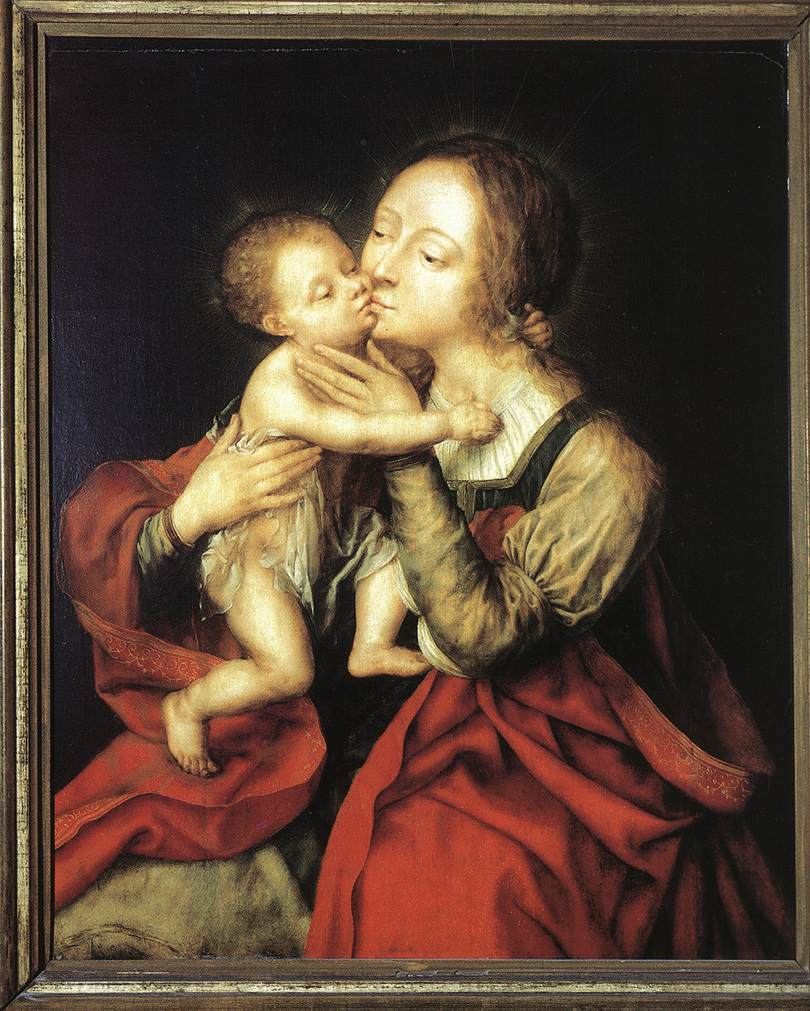
Marededéu amb el Nen, per Jan Massys (1525-30). Oli/tela, Sint-Jacobskerk, Antwerp, Anvers

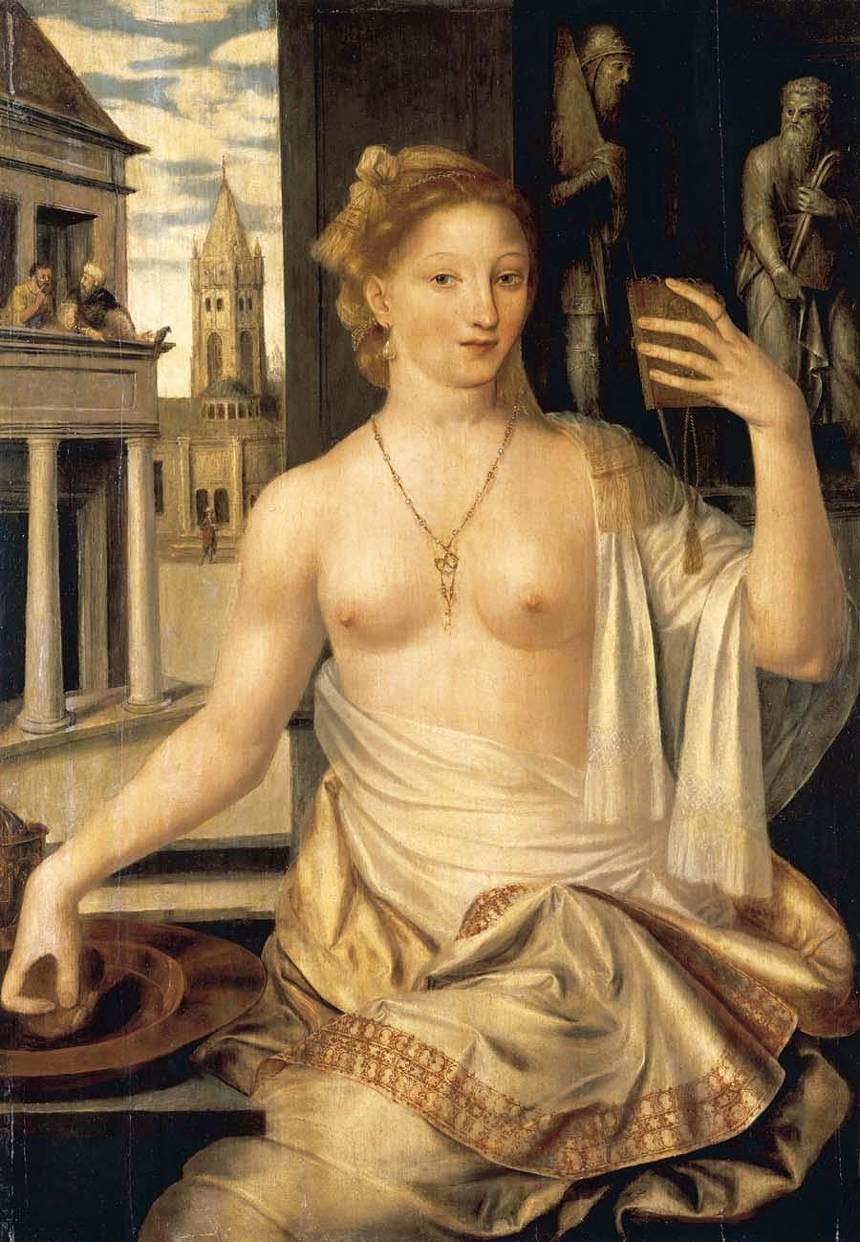
Betsabé observada pel rei David, Jan Massys (Primera meitat del). Oli/tela. Col·lecció privada

Jan Massys, Matsys, Metsys, o Matsijs (Anvers, 1509 - 1575), va ser un pintor flamenc, fill del també pintor Quentin Massys "el vell", germà de Cornelys Massys i pare de Quentin Massys el jove. És una figura en general poc coneguda encara que valorada, amb clares influències primitius flamencs i també amb la voluntat d'assimilar trets típics de la manera de treballar del sud d'Europa, especialment amb una mirada clara a Itàlia i el llegat estilístic i formal de l'escola de Leonardo Da Vinci.
Va formar part del gremi de pintors de San Lluc d'Anvers l'any 1531, essent expulsat de la ciutat en 1544 a causa de les seves creences protestants, igual que el seu germà. Va viatjar per Itàlia i, probablement, per França, tornant a Anvers el 1558.
En els seus primers anys la seva obra es confon amb la del seu pare. En l'última fase de la seva producció recull un estil de forta influència italiana i francesa.
Però en la seva època de joventut farà un art tant proper al de Quentin que en alguns casos l'atribució resulta complicada donada la dificultat de diferenciar les mans dels dos pintors. Després de la mort del seu pare, Jean s'inscriu com a mestre en el gremi de pintors de la seva ciutat natal i ràpidament serà conegut com a devoto continuatore dell'arte paterno. Un cop establerta la seva fama, viatjarà per diferents ciutats de França com París o Gènova encara que el 1558 el trobem ja de retorn a Anvers on portarà una vida assentada en plena dedicació a la pintura.

## L'obra de Jan Massys als museus
L'obra de Jan Massys la trobem inclosa en les següents col·leccions: 
- Royal Museums of Fine Arts, Brussel·les
- Museu del Louvre, París.
- Kunsthistorisches Museum, Viena.
- Kunsthalle, Hamburg.
- Museu de Belles Arts de Boston
- Norton Simon Museum, Pasadena, Califòrnia
- Carnegie Museum of Art, Pittsburgh, Pennsylvania
- Palazzo Bianco, Gènova
- Nationalmuseum Stockholm
- Koninklijk Museum voor Schone Kunsten, Anvers
- Gemäldegalerie Alte Meister, Staatliche Kunstsammlungen, Dresde
- Musée de la Chartreuse de Douai
- Museu d'Art de Girona
- Museo Nacional del Prado, Madrid
- Musée national du Château de Fontainebleau

## Galeria
| Imatge                                                         | Dades                                            | Dades | Imatge                                                         | Dades                              | Dades                              |
| -------------------------------------------------------------- | ------------------------------------------------ | --- | -------------------------------------------------------------- | ---------------------------------- | ---------------------------------- |
|                                                                | Susanna i els vells                              | Susanna i els vells |                                                                | Flora                              | Flora                              |
| 1567                                                           | Oli sobre taula, 162 x 222 cm                    | 1559 | Oli sobre taula, 113,2 x 112,9 cm                              |                                    |                                    |
| Royal Museums of Fine Arts of Belgium, Bèlgica                 | Royal Museums of Fine Arts of Belgium, Bèlgica   | Hamburger Kunsthalle, Hamburg | Hamburger Kunsthalle, Hamburg                                  |                                    |                                    |
|                                                                |                                                  | La deessa Flora està representada com metàfora de la fecunditat en un jardí característic de l'època. El paisatge de fons remet a la ciutat d'Anvers. Les flors vermelles i blanques que subjecta amb la mà dreta són un homenatge als colors de la ciutat. El perfil característic de les torres de la catedral, i, l'abadia de Sant Miquel hi són visibles. Un examen més detallat revela que el riu està ple de vaixells, que van des des dels grans vaixells d'alta mar a embarcacions més petites capaces de navegar per canals i rius de la regió. Simbòlicament es tracta d'una al·legoria de la prosperitat i la pau d'Anvers. Massys va voler representar la ciutat en el seu apogeu econòmic i artístic just abans dels problemes polítics i religiosos dels mitjans dels 1560 i 1570. Va al·ludir també a la sofisticació artística de la ciutat. Per a la representació de la deessa es va inspirar en els nus de l'escola de Fontainebleau. La vista panoràmica podria haver estat executada pel seu germà, Cornelis, que es va especialitzar en la pintura de paisatges. |                                                                |                                    |                                    |
|                                                                | Venus Cythera                                    | Venus Cythera |                                                                | Caritat                            | Caritat                            |
| 1561                                                           | Oli sobre taula, 133 × 156 cm                    | 1540-1550 | Oli sobre taula                                                |                                    |                                    |
| Nationalmuseum Stockholm                                       | Nationalmuseum Stockholm                         | Musei di Strada Nuova, Palazzo Bianco (Genova) | Musei di Strada Nuova, Palazzo Bianco (Genova)                 |                                    |                                    |
| Signada i datada: 1561 IOANES.MASSIIS.ALIAS QVINTIIN,PINGEBAT. |                                                  | |                                                                |                                    |                                    |
|                                                                | Maria i Josep són rebutjats en arribar a Betlem  | Maria i Josep són rebutjats en arribar a Betlem |                                                                | La casa del recaptador             | La casa del recaptador             |
| 1558                                                           | Oli sobre taula                                  | | Oli sobre taula de roure, 85 x 115 cm                          |                                    |                                    |
| Antwerpen, Koninklijk Museum voor Schone Kunsten               | Antwerpen, Koninklijk Museum voor Schone Kunsten | Gemäldegalerie Alte Meister, Staatliche Kunstsammlungen Dresde | Gemäldegalerie Alte Meister, Staatliche Kunstsammlungen Dresde |                                    |                                    |
|                                                                |                                                  | |                                                                |                                    |                                    |
|                                                                | David i Bestabé                                  | David i Bestabé |                                                                | Lot embriagat per les seves filles | Lot embriagat per les seves filles |
| 1562                                                           | Oli sobre taula, 162 x 197 cm                    | 1565 | Oli sobre taula, 148 × 204.5 cm                                |                                    |                                    |
| Museu del Louvre, Paris                                        | Museu del Louvre, Paris                          | Royal Museums of Fine Arts of Belgium, Brussel·les | Royal Museums of Fine Arts of Belgium, Brussel·les             |                                    |                                    |
|                                                                |                                                  | Datat i signat: 1565 / JOANNES MASSIJS / PINGEBAT La història de Lot ve del Gènesi (19, 1-38). Mentre que les ciutats de Sodoma i Gomorra serien destruïts per ordre de Déu, els àngels van venir a advertir a Lot de fugir amb la seva família. Tot i la prohibició, la seva esposa va tornar sobre Sodoma i es va convertir en una estàtua de sal. Lot i les seves filles es van refugiar en una cova. Per por a estar sol a la terra i, per tant, incapaç d'assegurar la descendència, les dues germanes es van comprometre al seu pare borratxo i li sedueixen. Aquest episodi constitueix el tema principal de la taula. Al centre de la taula, la germana gran, mig nu, s'asseu a la falda de la vella Loth. Per la seva banda, el jove tendeix una copa de vi un gest elegant. A l'esquerra cremades Sodoma mentre els àngels ajuden a Lot i la seva família a fugir, a la dreta, Gomorra està en flames davant nostre, una petita ciutat més enllà del desastre, és probable coartada, on la família es 'va ser el primer refugiat. En la literatura moralista de les vegades, aquest pas s'utilitza principalment per il·lustrar la naturalesa perniciosa de les dones i dels efectes nocius de la intoxicació, i que també formen un exemple de les parelles desiguals per edat, un tema de moda al moment. L'incest està representada pel llangardaix, animal impur. |                                                                |                                    |                                    |
|                                                                | Judith                                           | Judith |                                                                | La curació de Tobies               | La curació de Tobies               |
| Primer quart del segle XVI                                     | Oli sobre taula, 115 cm x 80.5 cm                | ca. 1550 | Oli sobre taula, 148 × 204.5 cm                                |                                    |                                    |
| Antwerpen, Koninklijk Museum voor Schone Kunsten               | Antwerpen, Koninklijk Museum voor Schone Kunsten | Musée de la Chartreuse de Douai | Musée de la Chartreuse de Douai                                |                                    |                                    |
|                                                                |                                                  | |                                                                |                                    |                                    |
|                                                                | Verge amb nen i àngel                            | Verge amb nen i àngel |                                                                | La Sagrada Familia                 | La Sagrada Familia                 |
| segle XVI                                                      | Oli i tremp sobre taula, 74 × 45 cm              | 1563 | Oli sobre taula, 118.5 × 91.5 cm                               |                                    |                                    |
| Museu d'Art de Girona                                          | Museu d'Art de Girona                            | Koninklijk Museum voor Schone Kunsten Antwerpen | Koninklijk Museum voor Schone Kunsten Antwerpen                |                                    |                                    |
| Atribuïda                                                      |                                                  | |                                                                |                                    |                                    |
|                                                                | Venus i Psique                                   | Venus i Psique |                                                                | Retrat d'Andrea Doria              | Retrat d'Andrea Doria              |
| segle XVI                                                      | Oli i tremp sobre taula                          | 1555 | Oli sobre taula                                                |                                    |                                    |
| Musée national du Château de Fontainebleau                     | Musée national du Château de Fontainebleau       | Musei di Strada Nuova, Palazzo Bianco (Genova) | Musei di Strada Nuova, Palazzo Bianco (Genova)                 |                                    |                                    |
|                                                                |                                                  | |                                                                |                                    |                                    |